# Championnat du monde féminin moins de 18 ans de hockey sur glace 2017
Navigation
Championnat du monde 2016 Championnat du monde 2018
Le Championnat du monde féminin moins de 18 ans de hockey sur glace 2017 est la dixième édition de cette compétition organisée par la Fédération internationale de hockey sur glace (IIHF). 
Le tournoi de la Division Élite, regroupant les meilleurs nations, a lieu du 7 au 14 janvier 2017 à Zlín et Přerov en République tchèque, tout comme l'édition de 2012. Les divisions inférieures sont disputées indépendamment du groupe Élite, en Hongrie à Budapest pour la Division IA, en Pologne à Katowice pour la Division IB et en Espagne à Saint-Sébastien pour les Qualifications à la Division IB 2018.
L'édition 2017 accueille une nouvelle catégorie en séparant l'ancienne Division I en Division IA et IB.

## Format de compétition
Le groupe Élite comprend 8 équipes participantes qui sont réparties en deux groupes de 4 : les mieux classées dans le groupe A et les autres dans le groupe B. Chaque groupe est disputé sous la forme d'un championnat à matches simples. Les 2 premiers du groupe A sont qualifiés d'office pour les demi-finales. Les 2 derniers du groupe A et les 2 premiers du groupe B s'affrontent lors de quarts de finale croisés. Les 2 derniers du groupe B participent au tour de relégation qui détermine l'équipe qui sera reléguée en Division IA lors de l'édition de 2018.
Pour les autres divisions qui comptent 6 équipes (sauf la Division Qualification IB qui en compte 4), les équipes s’affrontent entre elles et, à l'issue de cette compétition, le premier est promu dans la division supérieure et le dernier est relégué dans la division inférieure. 
La répartition des points est la suivante :
- 3 points pour une victoire dans le temps réglementaire ;
- 2 points pour une victoire en prolongation ou aux tirs de fusillade ;
- 1 point pour une défaite en prolongation ou aux tirs de fusillade ;
- 0 point pour une défaite dans le temps réglementaire.

## Division Élite
Le tournoi de la Division Élite a lieu au PSG Aréna et Zimní stadión Přerov situés respectivement dans les villes de Zlín et Přerov (République tchèque) du 7 au 14 janvier 2017. Les villes avaient déjà accueilli l'édition 2012.

### Officiels
La fédération internationale a désigné 6 arbitres et 9 juges de lignes pour officier lors de la compétition :
| - Liv Andersson - Magali Anex - Magdalena Cerhitova - Jamie Fenstermacher - Stephanie Gagnon | - Charlotte Gerard - Jenni Heikkinen - Jessica Lundgren - Zuzana Svobodova |

### Tour préliminaire
Légende : T : Tenant du titre   -   H : Pays hôte    -    P : promu de la Division IA

| Groupe A - Canada - États-Unis T - Suède - Russie | Groupe B - Finlande - Japon P - Tchéquie H - Suisse |

#### Groupe A

##### Classement
| Clt   | Équipe     | PJ | V | VP | D | DP | BP | BC | Diff | Pts |
| ----- | ---------- | -- | - | -- | - | -- | -- | -- | ---- | --- |
| +001, | Canada     | 3  | 2 | 1  | 0 | 0  | 10 | 3  | +7   | 8   |
| +002, | États-Unis | 3  | 2 | 0  | 0 | 1  | 10 | 2  | +8   | 7   |
| +003, | Russie     | 3  | 0 | 1  | 2 | 0  | 5  | 11 | -6   | 2   |
| +004, | Suède      | 3  | 0 | 0  | 2 | 1  | 2  | 11 | -9   | 1   |

- Qualifié pour les demi-finales
- Qualifié pour les quarts de finale

#### Groupe B

##### Classement
| Clt   | Équipe   | PJ | V | VP | D | DP | BP | BC | Diff | Pts |
| ----- | -------- | -- | - | -- | - | -- | -- | -- | ---- | --- |
| +001, | Suède    | 3  | 2 | 0  | 0 | 1  | 7  | 4  | +3   | 7   |
| +002, | Tchéquie | 3  | 1 | 1  | 0 | 1  | 8  | 7  | +1   | 6   |
| +003, | Suisse   | 3  | 1 | 1  | 1 | 0  | 6  | 6  | 0    | 5   |
| +004, | Japon    | 3  | 0 | 0  | 3 | 0  | 3  | 7  | -4   | 0   |

- Qualifié pour les quarts de finale
- Joue le tour de relégation

### Tour de relégation
Le tour se joue au meilleur des 3 matches : la 1re équipe qui gagne 2 fois reste en Division Élite. Le perdant est relégué en Division IA.
| 11 janvier 2017 | Suisse | 5-2 (1-1, 2-0, 2-1) | Japon | Prerov Arena |

| Feuille de match | Feuille de match | Feuille de match | Feuille de match                                            | Feuille de match                                                               |
| ---------------- | --- | ---------------- | ----------------------------------------------------------- | ------------------------------------------------------------------------------ |
|                  | Rüedi (Ryhner) — 11 min Rüedi (Enzler) — 24 min 15 s Rüedi (Rhyner, Enzler) — 25 min 40 s Sigrist (Berta) — 45 min 59 s Berta (Vallario) — 52 min 4 s | 1-1 2-0 2-1      | Koyama (Sato) — 14 min 17 s - Ogawa (Tsutsumi) — 54 min 5 s | Arbitrage : Radka Ruzickova Juges de lignes : Jessica Lundgren Jenni Heikkinen |
| Saskia Maurer    | Gardiens | Ayu Tonosaki     |                                                             | Arbitrage : Radka Ruzickova Juges de lignes : Jessica Lundgren Jenni Heikkinen |
| 2 min            | Pénalités | 4 min            |                                                             | Arbitrage : Radka Ruzickova Juges de lignes : Jessica Lundgren Jenni Heikkinen |
| 20               | Tirs | 34               |                                                             | Arbitrage : Radka Ruzickova Juges de lignes : Jessica Lundgren Jenni Heikkinen |

| 13 janvier 2017 | Japon | 1-2 (TB) (0-1, 1-0, 0-0, 0-1) | Suisse | Prerov Arena |

| Feuille de match | Feuille de match               | Feuille de match | Feuille de match                             | Feuille de match                                                                |
| ---------------- | ------------------------------ | ---------------- | -------------------------------------------- | ------------------------------------------------------------------------------- |
|                  | - Ito (Koyama) — 36 min 56 s - | 0-1 1-0 0-1      | Christen — 3 min 14 s - Enzler — 70 min (TB) | Arbitrage : Samantha Hiller Juges de lignes : Liv Andersson Magdalena Cerhitova |
| Mei Sato         | Gardiens                       | Saskia Maurer    |                                              | Arbitrage : Samantha Hiller Juges de lignes : Liv Andersson Magdalena Cerhitova |
| 8 min            | Pénalités                      | 2 min            |                                              | Arbitrage : Samantha Hiller Juges de lignes : Liv Andersson Magdalena Cerhitova |
| 30               | Tirs                           | 20               |                                              | Arbitrage : Samantha Hiller Juges de lignes : Liv Andersson Magdalena Cerhitova |

### Phase finale

#### Tableau
|  | Quarts de finale                 | Quarts de finale                 |                                  |                                  | Demi-finales          | Demi-finales          |  |  | Finale                | Finale                |
|  | Quarts de finale                 | Quarts de finale                 |                                  |                                  | Demi-finales          | Demi-finales          |  |  | Finale                | Finale                |
|  |                                  |                                  |                                  |                                  |                       |                       |  |  |                       |                       |
|  | 11 janvier, PSG Arena            | 11 janvier, PSG Arena            |                                  |                                  | 13 janvier, PSG Arena | 13 janvier, PSG Arena |  |  | 14 janvier, PSG Arena | 14 janvier, PSG Arena |
|  | 11 janvier, PSG Arena            | 11 janvier, PSG Arena            |                                  |                                  | 13 janvier, PSG Arena | 13 janvier, PSG Arena |  |  | 14 janvier, PSG Arena | 14 janvier, PSG Arena |
|  | 11 janvier, PSG Arena            | 11 janvier, PSG Arena            | Canada                           | 6                                |                       |                       |  |  | 14 janvier, PSG Arena | 14 janvier, PSG Arena |
|  | Suède                            | 2                                | Canada                           | 6                                |                       |                       |  |  | 14 janvier, PSG Arena | 14 janvier, PSG Arena |
|  | Suède                            | 2                                | Suède                            | 2                                |                       |                       |  |  | 14 janvier, PSG Arena | 14 janvier, PSG Arena |
|  | Finlande                         | 1                                | Suède                            | 2                                |                       |                       |  |  | 14 janvier, PSG Arena | 14 janvier, PSG Arena |
|  | Finlande                         | 1                                | 13 janvier, Zimní stadión Přerov | 13 janvier, Zimní stadión Přerov | États-Unis            | 3                     |  |  |                       |                       |
|  | 11 janvier, Zimní stadión Přerov |                                  | 13 janvier, Zimní stadión Přerov | 13 janvier, Zimní stadión Přerov | États-Unis            | 3                     |  |  |                       |                       |
|  |                                  | Canada                           | 13 janvier, Zimní stadión Přerov | 13 janvier, Zimní stadión Přerov | 1                     |                       |  |  |                       |                       |
|  | Russie                           | Canada                           | 13 janvier, Zimní stadión Přerov | 13 janvier, Zimní stadión Přerov | 1                     | 2                     |  |  |                       |                       |
|  | Russie                           | États-Unis                       | 6                                |                                  |                       | 2                     |  |  |                       |                       |
|  | Tchéquie                         | États-Unis                       | 6                                | 0                                |                       |                       |  |  |                       |                       |
|  | Tchéquie                         | Russie                           | 0                                | 0                                |                       |                       |  |  |                       |                       |
|  |                                  | Russie                           | 0                                | Match pour la 3e place           |                       |                       |  |  |                       |                       |
|  | Match pour la 5e place           |                                  |                                  |                                  |                       |                       |  |  |                       |                       |
|  | 13 janvier, Zimní stadión Přerov | 13 janvier, Zimní stadión Přerov | 14 janvier, Zimní stadión Přerov | 14 janvier, Zimní stadión Přerov |                       |                       |  |  |                       |                       |
|  | 13 janvier, Zimní stadión Přerov | 13 janvier, Zimní stadión Přerov | 14 janvier, Zimní stadión Přerov | 14 janvier, Zimní stadión Přerov |                       |                       |  |  |                       |                       |
|  | Finlande                         | 2                                | Russie                           | 2                                |                       |                       |  |  |                       |                       |
|  | Finlande                         | 2                                | Russie                           | 2                                |                       |                       |  |  |                       |                       |
|  | Rép. tchèque                     | 0                                | Suède                            | 0                                |                       |                       |  |  |                       |                       |
|  | Rép. tchèque                     | 0                                | Suède                            | 0                                |                       |                       |  |  |                       |                       |

#### Quarts de finale
| 11 janvier 2017 | Russie | 2-0 (0-0, 2-0, 0-0) | République tchèque | Prerov Arena |

| Feuille de match   | Feuille de match                                                              | Feuille de match | Feuille de match | Feuille de match                                                                    |
| ------------------ | ----------------------------------------------------------------------------- | ---------------- | ---------------- | ----------------------------------------------------------------------------------- |
|                    | - Bratisheva — 31 min 20 s Provorova (Pirogova, Starovoitova) — 39 min 10 s - | 0-0 2-0 0-0      | -                | Arbitrage : Katarina Timglas Juges de lignes : Magdalena Cerhitova Stephanie Gagnon |
| Valeria Merkusheva | Gardiens                                                                      | Kristyna Blahova |                  | Arbitrage : Katarina Timglas Juges de lignes : Magdalena Cerhitova Stephanie Gagnon |
| 70 min             | Pénalités                                                                     | 43 min           |                  | Arbitrage : Katarina Timglas Juges de lignes : Magdalena Cerhitova Stephanie Gagnon |
| 22                 | Tirs                                                                          | 33               |                  | Arbitrage : Katarina Timglas Juges de lignes : Magdalena Cerhitova Stephanie Gagnon |

| 11 janvier 2017 | Suède | 2-1 (1-0, 1-0, 0-1) | Finlande | PSG Arena |

| Feuille de match | Feuille de match                                                               | Feuille de match | Feuille de match                                      | Feuille de match                                                          |
| ---------------- | ------------------------------------------------------------------------------ | ---------------- | ----------------------------------------------------- | ------------------------------------------------------------------------- |
|                  | Olsson (Tendenby, Neunzert) — 13 min 39 s (SN) Afbjur (Olsson) — 30 min 53 s - | 1-0 0-1          | - Parkkonen (Nieminen, Holopainen) — 43 min 38 s (SN) | Arbitrage : Lacey Senuk Juges de lignes : Magali Anex Jamie Fenstermacher |
| Anna Amholt      | Gardiens                                                                       | Jenna Silvonen   |                                                       | Arbitrage : Lacey Senuk Juges de lignes : Magali Anex Jamie Fenstermacher |
| 10 min           | Pénalités                                                                      | 10 min           |                                                       | Arbitrage : Lacey Senuk Juges de lignes : Magali Anex Jamie Fenstermacher |
| 36               | Tirs                                                                           | 16               |                                                       | Arbitrage : Lacey Senuk Juges de lignes : Magali Anex Jamie Fenstermacher |

#### Demi-finales
| 13 janvier 2017 | Canada | 6-2 (1-0, 2-2, 3-0) | Suède | PSG Arena |

| Feuille de match      | Feuille de match | Feuille de match | Feuille de match                                                   | Feuille de match                                                             |
| --------------------- | --- | ---------------- | ------------------------------------------------------------------ | ---------------------------------------------------------------------------- |
|                       | Hobson (Vorster) — 4 min 11 s Fillier (Maltais) — 26 min 13 s Shirley — 28 min 39 s Shirley (Ellia, Pettet) — 45 min 58 s Fillier — 56 min 41 s Beres (Shirley, Pettet) — 59 min 8 s | 1-0 2-2 3-0      | - Bouveng — 29 min 59 s Bergstrom (Lundin, Bouveng) — 37 min 1 s - | Arbitrage : Yana Zueva Juges de lignes : Jamie Fenstermacher Jenni Heikkinen |
| Edith D'Astous-Moreau | Gardiens | Sofia Reideborn  |                                                                    | Arbitrage : Yana Zueva Juges de lignes : Jamie Fenstermacher Jenni Heikkinen |
| 35 min                | Pénalités | 14 min           |                                                                    | Arbitrage : Yana Zueva Juges de lignes : Jamie Fenstermacher Jenni Heikkinen |
| 39                    | Tirs | 15               |                                                                    | Arbitrage : Yana Zueva Juges de lignes : Jamie Fenstermacher Jenni Heikkinen |

| 13 janvier 2017 | États-Unis | 6-0 (2-0, 4-0, 0-0) | Russie | Prerov Arena |

| Feuille de match | Feuille de match | Feuille de match                                                    | Feuille de match | Feuille de match                                                                |
| ---------------- | --- | ------------------------------------------------------------------- | ---------------- | ------------------------------------------------------------------------------- |
|                  | Zumwinkle (Degeorge) — 3 min 39 s Zumwinkle — 10 min 5 s Wente (Heise) — 21 min 1 s Skaja (Wente) — 23 min 56 s Zumwinkle (Barnes) — 33 min 5 s (SN) Heising (Barnes, Degeorge) — 33 min 17 s (SN) | 2-0 4-0 0-0                                                         | -                | Arbitrage : Radka Ruzickova Juges de lignes : Jessica Lundgren Zuzana Svobodova |
| Lindsay Reed     | Gardiens | Diana Farkhutdinova (34 min 32 s) Valeria Merkoucheva (17 min 13 s) |                  | Arbitrage : Radka Ruzickova Juges de lignes : Jessica Lundgren Zuzana Svobodova |
| 10 min           | Pénalités | 10 min                                                              |                  | Arbitrage : Radka Ruzickova Juges de lignes : Jessica Lundgren Zuzana Svobodova |
| 51               | Tirs | 6                                                                   |                  | Arbitrage : Radka Ruzickova Juges de lignes : Jessica Lundgren Zuzana Svobodova |

#### Match pour la cinquième place
| 13 janvier 2017 | Finlande | 2-0 (1-0, 1-0, 0-0) | République tchèque | Prerov Arena |

| Feuille de match | Feuille de match                                                                                                 | Feuille de match | Feuille de match | Feuille de match                                                       |
| ---------------- | --- | ---------------- | ---------------- | ---------------------------------------------------------------------- |
|                  | Khara (Vesa, Nieminen) — 25 s Melotindos (Seikkula, Nousiainen) — 31 min 49 s Juzkova (Topolska) — 47 min 30 s - | 1-0 0-0          | -                | Arbitrage : Lacey Senuk Juges de lignes : Magali Anex Charlotte Girard |
| Jenna Silvonen   | Gardiens | Denisa Jandova   |                  | Arbitrage : Lacey Senuk Juges de lignes : Magali Anex Charlotte Girard |
| 8 min            | Pénalités | 16 min           |                  | Arbitrage : Lacey Senuk Juges de lignes : Magali Anex Charlotte Girard |
| 21               | Tirs | 25               |                  | Arbitrage : Lacey Senuk Juges de lignes : Magali Anex Charlotte Girard |

#### Match pour la troisième place
| 14 janvier 2017 | Russie | 2-0 (0-0, 0-0, 2-0) | Suède | Prerov Arena |

| Feuille de match    | Feuille de match                                                                                      | Feuille de match | Feuille de match | Feuille de match                                                              |
| ------------------- | --- | ---------------- | ---------------- | ----------------------------------------------------------------------------- |
|                     | - Provorova (Shatalova, Starovoitova) — 55 min 33 s Beloglazova (Bolgareva, Bratisheva) — 55 min 33 s | 0-0 2-0          | -                | Arbitrage : Lacey Senuk Juges de lignes : Jamie Fenstermacher Jenni Heikkinen |
| Valeria Merkoucheva | Gardiens                                                                                              | Anna Amholt      |                  | Arbitrage : Lacey Senuk Juges de lignes : Jamie Fenstermacher Jenni Heikkinen |
| 12 min              | Pénalités                                                                                             | 14 min           |                  | Arbitrage : Lacey Senuk Juges de lignes : Jamie Fenstermacher Jenni Heikkinen |
| 32                  | Tirs                                                                                                  | 32               |                  | Arbitrage : Lacey Senuk Juges de lignes : Jamie Fenstermacher Jenni Heikkinen |

#### Finale
| 14 janvier 2017 | Canada | 1-3 (0-0, 0-1, 1-2) | Etats-Unis | PSG Arena |

| Feuille de match | Feuille de match                       | Feuille de match | Feuille de match                                                                                   | Feuille de match                                                                 |
| ---------------- | -------------------------------------- | ---------------- | -------------------------------------------------------------------------------------------------- | -------------------------------------------------------------------------------- |
|                  | - Watts (Maltais) — 53 min 43 s (SN) - | 0-0 0-1 1-2      | - Drake (Degeorge) — 25 min 56 s Zumwinkle (Degeorge) — 57 min 28 s Oden (Zumwinkle) — 59 min 55 s | Arbitrage : Katarina Timglas Juges de lignes : Charlotte Girard Zuzana Svobodova |
| Danika Ranger    | Gardiens                               | Alex Gulstene    | | Arbitrage : Katarina Timglas Juges de lignes : Charlotte Girard Zuzana Svobodova |
| 6 min            | Pénalités                              | 10 min           | | Arbitrage : Katarina Timglas Juges de lignes : Charlotte Girard Zuzana Svobodova |
| 28               | Tirs                                   | 22               | | Arbitrage : Katarina Timglas Juges de lignes : Charlotte Girard Zuzana Svobodova |

### Classement final
| Place              | Équipe     |
| ------------------ | ---------- |
| Médaille d'or      | États-Unis |
| Médaille d'argent  | Canada     |
| Médaille de bronze | Russie     |
| 4                  | Suède      |
| 5                  | Finlande   |
| 6                  | Tchéquie   |
| 7                  | Suisse     |
| 8                  | Japon      |

- Relégué en Division I en 2018

### Récompenses
Récompenses de l'IHHF
- Meilleure gardienne : Valeria Merkusheva (Russie)
- Meilleure défenseure : Cayla Barnes (États-Unis)
- Meilleure attaquante : Sophie Shirley (Canada)

### Statistiques individuelles
Pour les significations des abréviations, voir statistiques du hockey sur glace.
| Clt | Joueuse            | Équipe     | PJ | B | A | Pts | Pun | +/- |
| --- | ------------------ | ---------- | -- | - | - | --- | --- | --- |
| 1   | Lisa Rüedi         | Suisse     | 5  | 5 | 1 | 6   | +4  | 0   |
| 2   | Grace Zumwinkle    | États-Unis | 5  | 4 | 2 | 6   | +6  | 2   |
| 3   | Cayla Barnes       | États-Unis | 5  | 3 | 3 | 6   | +5  | 4   |
| 4   | Sophie Shirley     | Canada     | 5  | 2 | 4 | 6   | +1  | 2   |
| 5   | Natalie Heising    | États-Unis | 5  | 3 | 2 | 5   | +4  | 2   |
| 6   | Petra Nieminen     | Finlande   | 5  | 2 | 3 | 5   | +4  | 4   |
| 6   | Brette Pettet      | Canada     | 5  | 2 | 3 | 5   | +2  | 2   |
| 6   | Noemi Ryhner       | Suisse     | 5  | 2 | 3 | 5   | +5  | 2   |
| 9   | Clair Degeorge     | États-Unis | 5  | 0 | 5 | 5   | +3  | 4   |
| 10  | Oxana Bratisheva   | Russie     | 5  | 3 | 1 | 4   | –3  | 31  |
| 10  | Magdalena Erbenová | Tchéquie   | 5  | 3 | 1 | 4   | +2  | 0   |

| Clt | Joueur             | Équipe     | PJ | Min    | BC | Moy  | %Arr  | Bl |
| --- | ------------------ | ---------- | -- | ------ | -- | ---- | ----- | -- |
| 1   | Jenna Silvonen     | Finlande   | 4  | 240:00 | 3  | 0.75 | 96.97 | 2  |
| 2   | Alex Gulstene      | États-Unis | 3  | 181:57 | 3  | 0.99 | 95.89 | 0  |
| 3   | Danika Ranger      | Canada     | 3  | 180:41 | 3  | 1.00 | 95.08 | 1  |
| 4   | Saskia Maurer      | Suisse     | 5  | 315:00 | 9  | 1.71 | 94.92 | 0  |
| 5   | Valeria Merkusheva | Russie     | 6  | 288:56 | 11 | 2.28 | 93.41 | 2  |

Pour les significations des abréviations, voir statistiques du hockey sur glace.

## DivisionIA
Le tournoi de la Division IA se déroule au Tüskecsarnok (en), à Budapest en Hongrie du 8 au 14 janvier 2017. 
Il est joué sous la forme d'un mini-championnat en matches simples entre les 6 équipes. À l'issue de celui-ci, la mieux classée est promue en Division Élite pour l'édition de 2018 et la dernière est rétrogradée en Division IB.

### Nations participantes
- Allemagne
- Autriche, promu des Qualifications pour la Division I en 2016
- Hongrie, pays hôte
- France, relégué de la Division Élite en 2016
- Norvège
- Slovaquie

### Résultats
| Pays |     |     |     |     |     |     |
|      |     | 7-0 | 3-0 | 4-2 | 2-3 | 2-0 |
|      | 0-7 |     | 0-3 | 2-1 | 3-2 | 2-3 |
|      | 0-3 | 3-0 |     | 3-1 | 3-5 | 0-4 |
|      | 2-4 | 1-2 | 1-3 |     | 2-3 | 1-6 |
|      | 3-2 | 2-3 | 5-3 | 3-2 |     | 1-4 |
|      | 0-2 | 3-2 | 4-0 | 6-1 | 4-1 |     |

### Classement final
| Clt   | Équipe    | PJ | V | VP | D | DP | BP | BC | Diff | Pts |
| ----- | --------- | -- | - | -- | - | -- | -- | -- | ---- | --- |
| +001, | Allemagne | 5  | 4 | 0  | 1 | 0  | 18 | 5  | +13  | 12  |
| +002, | Slovaquie | 5  | 4 | 0  | 1 | 0  | 17 | 6  | +11  | 12  |
| +003, | Norvège   | 5  | 2 | 1  | 2 | 0  | 14 | 14 | 0    | 8   |
| +004, | Hongrie   | 5  | 2 | 0  | 3 | 0  | 9  | 13 | -4   | 6   |
| +005, | Autriche  | 5  | 2 | 0  | 3 | 0  | 7  | 16 | -9   | 6   |
| +006, | France    | 5  | 0 | 0  | 4 | 1  | 7  | 18 | -11  | 1   |

- Promu en Division Élite
- Relégué en Division IB

### Statistiques individuelles
Récompenses
- Meilleure gardienne : Johanna May (Allemagne)
- Meilleure défenseure : Lene Tendenes (Norvège)
- Meilleure attaquante : Millie Sirum (Norvège)

| Clt | Joueuse           | Équipe                  | PJ | B | A | Pts | Pun | +/- |
| --- | ----------------- | ----------------------- | -- | - | - | --- | --- | --- |
| 1   | Millie Sirum      | Drapeau de la Norvège   | 5  | 1 | 7 | 8   | 4   | 0   |
| 2   | Emilie Johansen   | Drapeau de la Norvège   | 5  | 5 | 2 | 7   | 10  | +1  |
| 3   | Nikola Rumanova   | Drapeau de la Slovaquie | 5  | 2 | 4 | 6   | 4   | +4  |
| 4   | Lene Tendenes     | Drapeau de la Norvège   | 5  | 2 | 4 | 6   | 10  | +1  |
| 5   | Emma Bergesen     | Drapeau de la Norvège   | 5  | 1 | 5 | 6   | 2   | –1  |
| 6   | Dominika Horvath  | Drapeau de la Hongrie   | 5  | 3 | 2 | 5   | 2   | –3  |
| 7   | Laura Luftenegger | Drapeau de l'Autriche   | 5  | 2 | 3 | 5   | 6   | –1  |
| 8   | Tatiana Istocyova | Drapeau de la Slovaquie | 5  | 1 | 4 | 5   | 0   | +4  |
| 9   | Theresa Schafzahl | Drapeau de l'Autriche   | 5  | 1 | 4 | 5   | 8   | +2  |
| 10  | Chloe Aurard      | Drapeau de la France    | 5  | 4 | 0 | 4   | 10  | –2  |
| 11  | Lucia Haluskova   | Drapeau de la Slovaquie | 5  | 4 | 0 | 4   | 2   | +3  |

Pour les significations des abréviations, voir statistiques du hockey sur glace.
| Clt | Joueur             | Équipe                  | PJ | Min    | BC | Moy  | %Arr  | Bl |
| --- | ------------------ | ----------------------- | -- | ------ | -- | ---- | ----- | -- |
| 1   | Yumi Maruyama      | Drapeau de la Hongrie   | 2  | 120:00 | 3  | 1,50 | 95,31 | 1  |
| 2   | Johanna May        | Drapeau de l'Allemagne  | 5  | 287:08 | 5  | 1,04 | 95,10 | 2  |
| 3   | Nina Prunster      | Drapeau de l'Autriche   | 4  | 240:00 | 9  | 2,25 | 93,92 | 0  |
| 4   | Adriana Stofankova | Drapeau de la Slovaquie | 5  | 294:26 | 6  | 1,22 | 93,62 | 1  |
| 5   | Anais Aurard       | Drapeau de la France    | 5  | 299:37 | 17 | 3,40 | 91,24 | 0  |

Pour les significations des abréviations, voir statistiques du hockey sur glace.

## DivisionIB
Le tournoi de la Division IB se déroule au Katowice Jantor, à Katowice en Pologne du 8 au 14 janvier 2017. 
C'est la première année d'existence de cette division et elle est jouée comme la Division IA sous la forme d'un mini-championnat en matches simples entre les 6 équipes. À l'issue de celui-ci, la mieux classée est promue en Division IA pour l'édition de 2018 et la dernière est rétrogradée en Qualifications pour la Division I.
Pour sa première édition, cette division est composée des équipes d'Italie, du Kazakhstan, du Royaume-Uni, de Chine et de Pologne, toutes les cinq promues depuis le tournoi de Qualification pour la Division I en 2016 et classées de la 2e à la 5e position. Le Danemark est lui présent à la suite de sa relégation de la Division I en 2016.

### Nations participantes
- Italie, promu des Qualifications pour la Division I en 2016
- Grande-Bretagne, promu des Qualifications pour la Division I en 2016
- Pologne, pays hôte et promu des Qualifications pour la Division I en 2016
- Danemark, relégué de la Division Élite en 2016
- Kazakhstan, promu des Qualifications pour la Division I en 2016
- Chine, promu des Qualifications pour la Division I en 2016

### Résultats
| Pays |     |     |     |     |     |     |
|      |     | 3-0 | 1-0 | 4-1 | 5-0 | 4-2 |
|      | 0-3 |     | 1-2 | 1-5 | 4-2 | 2-1 |
|      | 0-1 | 2-1 |     | 0-2 | 4-2 | 1-0 |
|      | 1-4 | 5-1 | 2-0 |     | 6-1 | 1-0 |
|      | 0-5 | 2-4 | 2-4 | 1-6 |     | 1-4 |
|      | 2-4 | 1-2 | 0-1 | 0-1 | 4-1 |     |

### Classement final
| Clt   | Équipe          | PJ | V | VP | D | DP | BP | BC | Diff | Pts |
| ----- | --------------- | -- | - | -- | - | -- | -- | -- | ---- | --- |
| +001, | Italie          | 5  | 5 | 0  | 0 | 0  | 17 | 3  | +14  | 15  |
| +002, | Danemark        | 5  | 4 | 0  | 0 | 1  | 15 | 6  | +9   | 12  |
| +003, | Pologne         | 5  | 2 | 1  | 0 | 2  | 7  | 6  | +1   | 8   |
| +004, | Grande-Bretagne | 5  | 1 | 1  | 0 | 3  | 8  | 13 | -5   | 5   |
| +005, | Chine           | 5  | 1 | 0  | 2 | 2  | 7  | 9  | -2   | 5   |
| +006, | Kazakhstan      | 5  | 0 | 0  | 0 | 5  | 6  | 23 | -17  | 0   |

- Promu en Division Élite
- Relégué en poule de qualifications pour la Division I

### Statistiques individuelles
Récompenses
- Meilleure gardienne : Martyna Sass (Pologne)
- Meilleure défenseure : Nadia Mattivi (Italie)
- Meilleure attaquante : Lilli Friis-Hansen (Danemark)

| Clt | Joueuse            | Équipe                                      | PJ | B | A | Pts | Pun | +/- |
| --- | ------------------ | ------------------------------------------- | -- | - | - | --- | --- | --- |
| 1   | Nadia Mattivi      | Drapeau de l'Italie                         | 5  | 4 | 7 | 11  | 8   | +9  |
| 2   | Anita Muraro       | Drapeau de l'Italie                         | 5  | 6 | 2 | 8   | 0   | +8  |
| 3   | Lilli Friis-Hansen | Drapeau du Danemark                         | 5  | 1 | 6 | 7   | 14  | +1  |
| 4   | Casey Traill       | Drapeau du Royaume-Uni                      | 5  | 4 | 2 | 6   | 0   | +2  |
| 5   | Maria Peters       | Drapeau du Danemark                         | 5  | 4 | 1 | 5   | 0   | +1  |
| 6   | Amanda Refsgaard   | Drapeau du Danemark                         | 5  | 1 | 4 | 5   | 10  | –2  |
| 7   | Zifei Liao         | Drapeau de la République populaire de Chine | 5  | 3 | 1 | 4   | 8   | +1  |
| 7   | Mara de Rech       | Drapeau de l'Italie                         | 5  | 2 | 2 | 4   | 4   | +6  |
| 9   | Kathryn Marsden    | Drapeau du Royaume-Uni                      | 5  | 2 | 2 | 4   | 6   | +4  |
| 10  | Klaudia Kaleja     | Drapeau de la Pologne                       | 5  | 2 | 1 | 3   | 12  | –1  |
| 11  | Greta Niccolai     | Drapeau de l'Italie                         | 5  | 2 | 1 | 3   | 0   | 0   |

Pour les significations des abréviations, voir statistiques du hockey sur glace.
| Clt | Joueur           | Équipe                                      | PJ | Min    | BC | Moy  | %Arr  | Bl |
| --- | ---------------- | ------------------------------------------- | -- | ------ | -- | ---- | ----- | -- |
| 1   | Eugenia Pompanin | Drapeau de l'Italie                         | 3  | 180:00 | 1  | 0.33 | 98.08 | 2  |
| 2   | Martyna Sass     | Drapeau de la Pologne                       | 5  | 302:06 | 6  | 1.19 | 94.55 | 1  |
| 3   | Jiaxin Li        | Drapeau de la République populaire de Chine | 5  | 305:50 | 9  | 1.77 | 93.88 | 0  |
| 4   | Elisa Biondi     | Drapeau de l'Italie                         | 2  | 120:00 | 2  | 1.00 | 93.75 | 1  |
| 5   | Arina Shyokolova | Drapeau du Kazakhstan                       | 3  | 136:36 | 7  | 3.07 | 92.13 | 0  |

Pour les significations des abréviations, voir statistiques du hockey sur glace.

## Qualifications pour la DivisionIB
Ce tournoi de qualification permet de désigner l'équipe qui sera promue en Division IB pour l'édition 2018 de la compétition. 
Il a lieu dans la ville de San Sebastian en Espagne du 26 au 29 janvier 2017 et les matchs se jouent au Palacio del Hielo Txuri Urdin.
Avec l'agrandissement de la Division I, la formule de compétition change pour les qualifications. Les nations participantes sont réduites de 8 équipes à 4 et ne sont pas regroupées dans 2 poules. Le championnat est joué sous la forme d'un mini-championnat en matches simples entre les 4 équipes, la mieux classée est promue en Division IB et les autres équipes jouent le classement.

### Nations participantes
- Australie
- Mexique, 1re participation
- Espagne, pays hôte et 1er participation
- Roumanie

### Résultats
| Pays |      |     |     |      |
|      |      | 5-0 | 3-1 | 10-0 |
|      | 0-5  |     | 2-3 | 8-1  |
|      | 1-3  | 3-2 |     | 9-4  |
|      | 0-10 | 1-8 | 4-9 |      |

### Classement final
| Clt   | Équipe    | PJ | V | VP | D | DP | BP | BC | Diff | Pts |
| ----- | --------- | -- | - | -- | - | -- | -- | -- | ---- | --- |
| +001, | Australie | 3  | 3 | 0  | 0 | 0  | 18 | 1  | +17  | 9   |
| +002, | Espagne   | 3  | 2 | 0  | 1 | 0  | 13 | 9  | +4   | 6   |
| +003, | Mexique   | 3  | 1 | 0  | 2 | 0  | 10 | 9  | +1   | 3   |
| +004, | Roumanie  | 3  | 0 | 0  | 3 | 0  | 5  | 27 | -22  | 0   |

- qualifié en Division IB

### Statistiques individuelles
Récompenses Meilleures joueuses 

Pas de sélection par l'organisation cette année
| Clt | Joueuse          | Équipe                 | PJ | B | A | Pts | Pun | +/- |
| --- | ---------------- | ---------------------- | -- | - | - | --- | --- | --- |
| 1   | Natalia Amaya    | Drapeau du Mexique     | 3  | 6 | 2 | 8   | 0   | +7  |
| 2   | Giovanna Rojas   | Drapeau du Mexique     | 3  | 2 | 5 | 7   | 4   | +7  |
| 3   | Natalie Ayris    | Drapeau de l'Australie | 3  | 2 | 3 | 5   | 2   | +7  |
| 4   | Lindsey Kiliwnik | Drapeau de l'Australie | 3  | 2 | 3 | 5   | 0   | +8  |
| 5   | Paula Moreno     | Drapeau de l'Espagne   | 3  | 2 | 3 | 5   | 4   | +6  |
| 6   | Madison Poole    | Drapeau de l'Australie | 3  | 4 | 0 | 4   | 0   | +3  |
| 7   | Andrea Merino    | Drapeau de l'Espagne   | 3  | 3 | 1 | 4   | 2   | +5  |
| 8   | Katalin Adorjan  | Drapeau de la Roumanie | 3  | 3 | 0 | 3   | 4   | –9  |
| 9   | Elena Sans       | Drapeau de l'Espagne   | 3  | 2 | 1 | 3   | 2   | +4  |
| 10  | Emily Davis-Tope | Drapeau de l'Australie | 3  | 1 | 2 | 3   | 0   | +7  |
| 11  | Marta del Monte  | Drapeau de l'Espagne   | 3  | 1 | 2 | 3   | 0   | +2  |
| 12  | Sara Sammons     | Drapeau de l'Australie | 3  | 1 | 2 | 3   | 0   | +3  |

Pour les significations des abréviations, voir statistiques du hockey sur glace.
| Clt | Joueur               | Équipe                 | PJ | Min    | BC | Moy   | %Arr   | Bl |
| --- | -------------------- | ---------------------- | -- | ------ | -- | ----- | ------ | -- |
| 1   | Imogen Perry         | Drapeau de l'Australie | 2  | 80:00  | 0  | 0.00  | 100.00 | 1  |
| 2   | Keesha Atkins        | Drapeau de l'Australie | 2  | 100:00 | 1  | 0.60  | 97.14  | 0  |
| 3   | Daniela Castro       | Drapeau du Mexique     | 3  | 151:45 | 8  | 3.16  | 89.74  | 0  |
| 4   | Laura Lopez de Ochoa | Drapeau de l'Espagne   | 2  | 120:00 | 5  | 2.50  | 87.80  | 0  |
| 5   | Bianca Bobu          | Drapeau de la Roumanie | 3  | 112:27 | 21 | 11.20 | 85.52  | 0  |

Pour les significations des abréviations, voir statistiques du hockey sur glace.

### Feuilles de matches
1. ↑  (en) « SUI - JAP 5-1 », sur stats.iihf.com (consulté le 8 janvier 2019)
2. ↑  (en) « JPN - SUI 1-2 », sur stats.iihf.com (consulté le 8 janvier 2019)
3. ↑  (en) « RUS - CZE 2-0 », sur stats.iihf.com (consulté le 17 décembre 2018)
4. ↑  (en) « SUE - FIN 2-1 », sur stats.iihf.com (consulté le 17 décembre 2018)
5. ↑  (en) « CAN - SWE 6-2 », sur stats.iihf.com (consulté le 17 décembre 2018)
6. ↑  (en) « USA - RUS 6-0 », sur stats.iihf.com (consulté le 17 décembre 2018)
7. ↑  (en) « FIN - CZE : 2-0 », sur stats.iihf.com (consulté le 17 décembre 2018)
8. ↑  (en) « RUS - SWE 2-0 », sur stats.iihf.com (consulté le 17 décembre 2018)
9. ↑  (en) « CAN-USA 1-3 », sur stats.iihf.com (consulté le 17 décembre 2018)